# Sipar
Sipar (em assírio-babilónio: Sippar; em sumério: Zimbir) são os sítios arqueológicos de duas antigas cidades da Baixa Mesopotâmia situadas a noroeste de Babilónia (atualmente no Iraque) e distantes apenas sete quilómetros uma da outra.
Ambas as cidades tiveram diversos nomes ao longo de sua história, usando geralmente referência à sua divindade principal para diferenciá-las. Deste modo temos, "Sipar de Samas" (atual Abu Haba) e "Sipar de Anunitu" (actual Tel Der). Sipar é citada genericamente no Antigo Testamento com o nome de Sefarvaim.
As inscrições mencionam outras cidades Sipar: uma delas é "Sipar do Paraíso", que possivelmente faz referência a um bairro adicional da cidade. Um destes nomes pode ser identificado com Acádia, a capital do primeiro Império Semítico Babilónio.
A cidade de Sipar é mencionada como uma das mais antigas da Mesopotâmia na Lista de reis da Suméria. Segundo esta lista, Sipar teria sido a quarta cidade em exercer a realeza, a penúltima antes do Dilúvio. Sua dinastia que teria durado milhares de anos, e teria início com o monarca Nabucodonosor I. Outro monarca Nabucodonosor II, é citado na Bíblia.

## Sipar de Samas (Abu Haba)
Outros nomes: Sipar-Iaruru(m), Sipar-sati(m), Sipar-seri(m).
Este achado foi escavado pela primeira vez por Hormuzd Rassam em 1881, quando explorou o templo de Samas e extraiu quase 60 000 fragmentos de tabuinhas, às quais tinham sido em quase em sua totalidade, fruto de escavações clandestinas. Em 1894, as inscrições foram escavadas brevemente pelo francês Jean-Vincent Scheil e, em 1927, pelos alemães Walter Andrae y Julius Jordan. foi posteriormente explorado por arqueólogos iraquianos desde a década de 1940 ate à década de 1970.
O “coração” da cidade constituía num templo dedicado ao deus solar Samas (o Ebabar), protegido por una muralha interior, onde se havia construído um zigurate. Os escavadores clandestinos teriam recuperado no bairro sagrado um importante número de tabuinhas com escrita cuneiforme, às quais, una vez classificadas e estudadas, revelaram a existência de vários arquivos da cidade: como um «convento» de Época Paleobabilônica (entre os séculos XIX-XVII a.C.) habitado por sacerdotisas consagradas ao culto de Samas, os arquivos de um templo de época neo-babilónica (século VI a.C.) e uma biblioteca da mesma época, descoberta recentemente.
No mesmo sitio tem sido descobertos bairros residenciais, datados da época paleobabilónica com um importante grupo de arquivos. Sipar se encontrava rodeada por una muralha de 1.300 metros de comprimento por 800 de

## Sipar de Anunitu (Tel Der)
Outros nomes: Sipar-Amnānu(m), Sipar-dūri(m), Sipar-rabū(m).
Tel Der foi escavada mais recentemente que Abu Haba; as primeiras investigações foram realizadas em 1975 por arqueólogos alemães da Universidade de Gante.
Atualmente tem-se explorado a residência de Ur-Utu, um membro do clero do século XVII a.C., onde tem sido descoberto um grupo de cerca de 2000 tabuinhas com notáveis inscrições.
Dentre estas tabuinhas de argila, duas mencionam o reinado dos xás do Império Aquemênida Xerxes I e Dario I. A tabuinha data do mês de nisã. Outra tabuinha leva a data do “mês de ab(?), ano de acessão de Xerxes”.